# Directeur van de Central Intelligence Agency

Logo van de Central Intelligence Agency

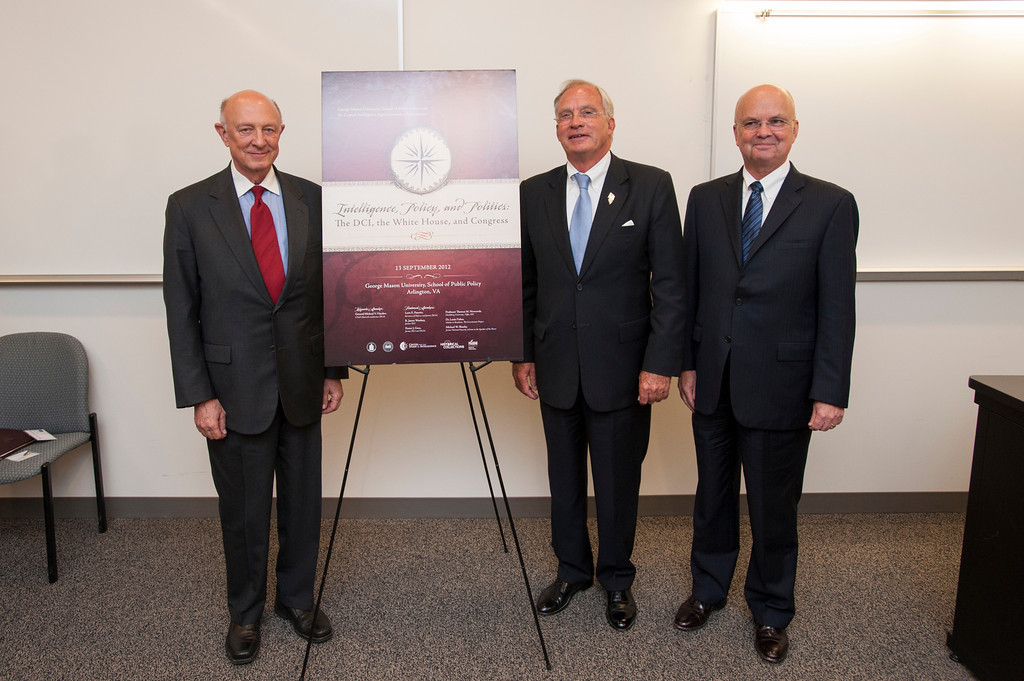
Drie directeuren bij elkaar: James Woolsey (links), Porter Goss (midden) en Michael Hayden (rechts) in 2012.

De directeur van de Central Intelligence Agency (Engels: Director of the Central Intelligence Agency) is het hoofd van de Amerikaanse buitenlandse inlichtingendienst Central Intelligence Agency (CIA). De huidige directeur van de Central Intelligence Agency is John Ratcliffe, hij is in functie sinds 23 januari 2025.
| Nr.   | Directeur van de Central Intelligence Agency Director of Central Intelligence            | Directeur van de Central Intelligence Agency Director of Central Intelligence            | Directeur van de Central Intelligence Agency Director of Central Intelligence            | Ambtstermijn      | Ambtstermijn               | Partij(en) | President(en)               |
| ----- | ---------------------------------------------------------------------------------------- | ---------------------------------------------------------------------------------------- | ---------------------------------------------------------------------------------------- | ----------------- | -------------------------- | ---------- | --------------------------- |
| 1     |                                                                                          | Sidney Souers                                                                            | Rear Admiral Sidney Souers (1892–1973)                                                   | 20 januari 1946   | 10 juni 1946               | O          | Harry S. Truman (1946–1953) |
| 2     |                                                                                          | Hoyt Vandenberg                                                                          | Lieutenant General Hoyt Vandenberg (1899–1954)                                           | 10 juni 1946      | 1 mei 1947                 | O          | Harry S. Truman (1946–1953) |
| 3     |                                                                                          | Roscoe Hillenkoetter                                                                     | Rear Admiral Roscoe Hillenkoetter (1897–1982)                                            | 1 mei 1947        | 7 oktober 1950             | O          | Harry S. Truman (1946–1953) |
| 4     |                                                                                          | Walter Bedell Smith                                                                      | General Walter Bedell Smith (1895–1961)                                                  | 7 oktober 1950    | 9 februari 1953            | O          | Harry S. Truman (1946–1953) |
| 4     | Dwight D. Eisenhower (1953–1961)                                                         | Walter Bedell Smith                                                                      | General Walter Bedell Smith (1895–1961)                                                  | 7 oktober 1950    | 9 februari 1953            | O          |                             |
| 5     |                                                                                          | Allen Dulles                                                                             | Allen Dulles (1893–1969)                                                                 | 9 februari 1953   | 29 november 1961           | R          |                             |
| 5     | John F. Kennedy (1961–1963)                                                              | Allen Dulles                                                                             | Allen Dulles (1893–1969)                                                                 | 9 februari 1953   | 29 november 1961           | R          |                             |
| 6     |                                                                                          | John McCone                                                                              | John McCone (1902–1991)                                                                  | 29 november 1961  | 28 april 1965              | R          |                             |
| 6     | Lyndon B. Johnson (1963–1969)                                                            | John McCone                                                                              | John McCone (1902–1991)                                                                  | 29 november 1961  | 28 april 1965              | R          |                             |
| 7     |                                                                                          | William Raborn                                                                           | Vice Admiral William Raborn (1905–1990)                                                  | 28 april 1965     | 30 juni 1966               | O          |                             |
| 8     |                                                                                          | Richard Helms                                                                            | Richard Helms (1913–2002)                                                                | 30 juni 1966      | 2 februari 1973            | O          |                             |
| 8     | Richard Nixon (1969–1974)                                                                | Richard Helms                                                                            | Richard Helms (1913–2002)                                                                | 30 juni 1966      | 2 februari 1973            | O          |                             |
| 9     |                                                                                          | James Schlesinger                                                                        | James Schlesinger (1929–2014)                                                            | 2 februari 1973   | 2 juli 1973                | R          |                             |
| [ 5 ] |                                                                                          | Vernon Walters                                                                           | Lieutenant General Vernon Walters (1917–2002)                                            | 2 juli 1973       | 4 september 1973           | O          |                             |
| 10    |                                                                                          | William Colby                                                                            | William Colby (1920–1996)                                                                | 4 september 1973  | 30 januari 1976            | O          |                             |
| 10    | Gerald Ford (1974–1977)                                                                  | William Colby                                                                            | William Colby (1920–1996)                                                                | 4 september 1973  | 30 januari 1976            | O          |                             |
| 11    |                                                                                          | George H.W. Bush                                                                         | George H.W. Bush (1924–2018)                                                             | 30 januari 1976   | 20 januari 1977            | R          |                             |
| [ 5 ] |                                                                                          |                                                                                          | Henry Knoche (1925–2010)                                                                 | 20 januari 1977   | 9 maart 1977               | O          | Jimmy Carter (1977–1981)    |
| 12    |                                                                                          | Stansfield Turner                                                                        | Admiral Stansfield Turner (1923–2018)                                                    | 9 maart 1977      | 20 januari 1981            | D          | Jimmy Carter (1977–1981)    |
| 13    |                                                                                          | William Casey                                                                            | William Casey (1913–1987)                                                                | 20 januari 1981   | 29 januari 1987            | R          | Ronald Reagan (1981–1989)   |
| [ 5 ] |                                                                                          | Robert Gates                                                                             | Robert Gates (1943)                                                                      | 29 januari 1987   | 25 mei 1987                | R          | Ronald Reagan (1981–1989)   |
| 14    |                                                                                          | William Webster                                                                          | William Webster (1924–2025)                                                              | 25 mei 1987       | 1 september 1991           | R          | Ronald Reagan (1981–1989)   |
| 14    | George H.W. Bush (1989–1993)                                                             | William Webster                                                                          | William Webster (1924–2025)                                                              | 25 mei 1987       | 1 september 1991           | R          |                             |
| [ 5 ] |                                                                                          |                                                                                          | Richard Kerr (1935)                                                                      | 1 september 1991  | 6 november 1991            | O          |                             |
| 15    |                                                                                          | Robert Gates                                                                             | Robert Gates (1943)                                                                      | 6 november 1991   | 20 januari 1993            | R          |                             |
| [ 5 ] |                                                                                          | William Studeman                                                                         | Vice Admiral William Studeman (1940)                                                     | 20 januari 1993   | 5 februari 1993            | O          | Bill Clinton (1993–2001)    |
| 16    |                                                                                          | James Woolsey                                                                            | James Woolsey (1941)                                                                     | 5 februari 1993   | 10 januari 1995            | D          | Bill Clinton (1993–2001)    |
| [ 5 ] |                                                                                          | William Studeman                                                                         | Admiral William Studeman (1940)                                                          | 10 januari 1995   | 10 mei 1995                | O          | Bill Clinton (1993–2001)    |
| 17    |                                                                                          | John Deutch                                                                              | John Deutch (1938)                                                                       | 10 mei 1995       | 15 december 1996           | D          | Bill Clinton (1993–2001)    |
| [ 5 ] |                                                                                          | George Tenet                                                                             | George Tenet (1953)                                                                      | 15 december 1996  | 11 juli 1997               | D          | Bill Clinton (1993–2001)    |
| 18    | 11 juli 1997                                                                             | George Tenet                                                                             | George Tenet (1953)                                                                      | 11 juli 2004      |                            | D          | Bill Clinton (1993–2001)    |
| 18    | 11 juli 1997                                                                             | George Tenet                                                                             | George Tenet (1953)                                                                      | 11 juli 2004      | George W. Bush (2001–2009) | D          |                             |
| [ 5 ] |                                                                                          | John McLaughlin                                                                          | John McLaughlin (1942)                                                                   | 11 juli 2004      | 24 september 2004          | O          |                             |
| 19    |                                                                                          | Porter Goss                                                                              | Porter Goss (1938)                                                                       | 24 september 2004 | 20 april 2005              | R          |                             |
| Nr.   | Directeur van de Central Intelligence Agency Director of the Central Intelligence Agency | Directeur van de Central Intelligence Agency Director of the Central Intelligence Agency | Directeur van de Central Intelligence Agency Director of the Central Intelligence Agency | Ambtstermijn      | Ambtstermijn               | Partij     | President(en)               |
| (19)  |                                                                                          | Porter Goss                                                                              | Porter Goss (1938)                                                                       | 20 april 2005     | 30 mei 2006                | R          | George W. Bush (2001–2009)  |
| 20    |                                                                                          | Michael Hayden                                                                           | General Michael Hayden (1945)                                                            | 30 mei 2006       | 12 februari 2009           | O          | George W. Bush (2001–2009)  |
| 20    | Barack Obama (2009–2017)                                                                 | Michael Hayden                                                                           | General Michael Hayden (1945)                                                            | 30 mei 2006       | 12 februari 2009           | O          |                             |
| 21    |                                                                                          | Leon Panetta                                                                             | Leon Panetta (1938)                                                                      | 12 februari 2009  | 1 juli 2011                | D          |                             |
| [ 5 ] |                                                                                          | Michael Morell                                                                           | Michael Morell (1958)                                                                    | 1 juli 2011       | 6 september 2011           | O          |                             |
| 22    |                                                                                          | David Petraeus                                                                           | General (b.d.) David Petraeus (1952)                                                     | 6 september 2011  | 9 november 2012            | O          |                             |
| [ 5 ] |                                                                                          | Michael Morell                                                                           | Michael Morell (1958)                                                                    | 9 november 2012   | 8 maart 2013               | O          |                             |
| 23    |                                                                                          | John Brennan                                                                             | John Brennan (1955)                                                                      | 8 maart 2013      | 20 januari 2017            | O          |                             |
| [ 7 ] |                                                                                          | Meroe Park                                                                               | Meroe Park (1966)                                                                        | 20 januari 2017   | 23 januari 2017            | O          | Donald Trump (2017–2021)    |
| 24    |                                                                                          | Mike Pompeo                                                                              | Mike Pompeo (1963)                                                                       | 23 januari 2017   | 26 april 2018              | R          | Donald Trump (2017–2021)    |
| [ 5 ] |                                                                                          |                                                                                          | Gina Haspel (1956)                                                                       | 26 april 2018     | 21 mei 2018                | O          | Donald Trump (2017–2021)    |
| 25    | 21 mei 2018                                                                              | 20 januari 2021                                                                          | Gina Haspel (1956)                                                                       |                   |                            | O          | Donald Trump (2017–2021)    |
| [ 5 ] |                                                                                          | David Cohen                                                                              | David Cohen (1963)                                                                       | 20 januari 2017   | 20 maart 2021              | D          | Joe Biden (2021–2025)       |
| 26    |                                                                                          | William Joseph Burns                                                                     | William Joseph Burns (1956)                                                              | 19 maart 2021     | 20 januari 2025            | O          | Joe Biden (2021–2025)       |
| [ 7 ] |                                                                                          |                                                                                          | Tom Sylvester                                                                            | 20 januari 2025   | 23 januari 2025            | O          | Donald Trump (2025–heden)   |
| 27    |                                                                                          | John Ratcliffe                                                                           | John Ratcliffe (1965)                                                                    | 23 januari 2025   | heden                      | R          | Donald Trump (2025–heden)   |

## Adjunct-directeuren (1946–heden)
| Nr.    | Adjunct-directeur van de Central Intelligence Agency Deputy Director of Central Intelligence Agency | Adjunct-directeur van de Central Intelligence Agency Deputy Director of Central Intelligence Agency | Adjunct-directeur van de Central Intelligence Agency Deputy Director of Central Intelligence Agency | Ambtstermijn     | Ambtstermijn     | Partij(en) |
| ------ | --------------------------------------------------------------------------------------------------- | --------------------------------------------------------------------------------------------------- | --------------------------------------------------------------------------------------------------- | ---------------- | ---------------- | ---------- |
| 1      | | Kingman Douglass                                                                                    | Colonel Kingman Douglass (1896–1971)                                                                | 1 maart 1946     | 11 juli 1946     | O          |
| Vacant | | | |                  |                  |            |
| 2      | | Edwin Wright                                                                                        | Brigadier General Edwin Wright (1898–1983)                                                          | 20 januari 1947  | 10 maart 1949    | O          |
| Vacant | | | |                  |                  |            |
| 3      | | William Jackson                                                                                     | William Jackson (1901–1971)                                                                         | 7 oktober 1950   | 3 augustus 1951  | R          |
| 4      | | Allen Dulles                                                                                        | Allen Dulles (1893–1969)                                                                            | 3 augustus 1951  | 9 februari 1953  | R          |
| 5      | | Charles Cabell                                                                                      | General Charles Cabell (1903–1971)                                                                  | 9 februari 1953  | 31 januari 1962  | O          |
| 6      | | Marshall Carter                                                                                     | Lieutenant General Marshall Carter (1909–1993)                                                      | 31 januari 1962  | 28 april 1965    | O          |
| 7      | | Richard Helms                                                                                       | Richard Helms (1913–2002)                                                                           | 28 april 1965    | 30 juni 1966     | O          |
| Vacant | | | |                  |                  |            |
| 8      | | Rufus Taylor                                                                                        | Vice Admiral Rufus Taylor (1910–1978)                                                               | 13 oktober 1966  | 1 februari 1969  | O          |
| Vacant | | | |                  |                  |            |
| 9      | | Robert Cushman                                                                                      | General Robert Cushman (1914–1985)                                                                  | 7 mei 1969       | 31 december 1971 | O          |
| Vacant | | | |                  |                  |            |
| 10     | | Vernon Walters                                                                                      | Lieutenant General Vernon Walters (1917–2002)                                                       | 2 mei 1972       | 1 juli 1976      | O          |
| 11     | | | Henry Knoche (1925–2010)                                                                            | 1 juli 1976      | 1 augustus 1977  | O          |
| 12     | | | John Blake (1922–1995)                                                                              | 1 augustus 1977  | 10 februari 1978 | O          |
| 13     | | Frank Carlucci                                                                                      | Frank Carlucci (1930–2018)                                                                          | 10 februari 1978 | 20 januari 1981  | R          |
| Vacant | | | |                  |                  |            |
| 14     | | Bobby Ray Inman                                                                                     | Vice Admiral Bobby Ray Inman (1931)                                                                 | 12 february 1981 | 10 juni 1982     | R          |
| 15     | | | John McMahon (1929)                                                                                 | 10 juni 1982     | 30 maart 1986    | O          |
| Vacant | | | |                  |                  |            |
| 16     | | Robert Gates                                                                                        | Robert Gates (1943)                                                                                 | 18 april 1986    | 20 maart 1989    | R          |
| 17     | | | Richard Kerr (1935)                                                                                 | 20 maart 1989    | 1 maart 1992     | O          |
| 18     | | William Studeman                                                                                    | Vice Admiral William Studeman (1940)                                                                | 1 maart 1992     | 1 juli 1995      | O          |
| 19     | | George Tenet                                                                                        | George Tenet (1953)                                                                                 | 1 juli 1995      | 11 juli 1997     | D          |
| Vacant | | | |                  |                  |            |
| 20     | | John Gordon                                                                                         | General John Gordon (1946–2020)                                                                     | 31 oktober 1997  | 30 juni 2000     | O          |
| Vacant | | | |                  |                  |            |
| 21     | | John McLaughlin                                                                                     | John McLaughlin (1942)                                                                              | 20 oktober 2000  | 4 december 2004  | O          |
| Vacant | | | |                  |                  |            |
| 22     | | Albert Calland                                                                                      | Vice Admiral Albert Calland (1952–2023)                                                             | 15 juli 2005     | 23 juli 2006     | O          |
| 23     | | Stephen Kappes                                                                                      | Stephen Kappes (1951)                                                                               | 23 juli 2006     | 5 mei 2010       | O          |
| 24     | | Michael Morell                                                                                      | Michael Morell (1958)                                                                               | 5 mei 2010       | 10 augustus 2013 | O          |
| 25     | | Avril Haines                                                                                        | Avril Haines (1969)                                                                                 | 10 augustus 2013 | 10 januari 2015  | D          |
| Vacant | | | |                  |                  |            |
| 26     | | David Cohen                                                                                         | David Cohen (1963)                                                                                  | 10 februari 2015 | 20 januari 2017  | D          |
| Vacant | | | |                  |                  |            |
| 27     | | Gina Haspel                                                                                         | Gina Haspel (1956)                                                                                  | 2 februari 2017  | 21 mei 2018      | O          |
| Vacant | | | |                  |                  |            |
| 28     | | Vaughn Bishop                                                                                       | Vaughn Bishop (1946–2023)                                                                           | 1 augustus 2018  | 20 januari 2021  | O          |
| (26)   | | David Cohen                                                                                         | David Cohen (1963)                                                                                  | 20 januari 2021  | 20 januari 2025  | D          |
| Vacant | | | |                  |                  |            |
| 29     | | Michael Ellis                                                                                       | Michael Ellis (1984)                                                                                | 10 februari 2025 | heden            | R          |

Souers ·
Vandenberg ·
Hillenkoetter ·
Bedell Smith ·
Dulles ·
McCone ·
Raborn ·
Helms ·
Schlesinger ·
Walters ·
Colby ·
Bush ·
Knoche ·
Turner ·
Casey ·
Gates ·
Webster ·
Kerr ·
Gates ·
Studeman ·
Woolsey ·
Studeman ·
Deutch ·
Tenet ·
McLaughlin ·
Goss ·
Hayden ·
Panetta ·
Morell ·
Petraeus ·
Morell ·
Brennan ·
Park ·
Pompeo ·
Haspel ·
Cohen ·
Burns ·
Sylvester ·
Ratcliffe ·